# Gabriele Münter
Gabriele Münter (Berlino, 19 febbraio 1877 – Murnau am Staffelsee, 19 maggio 1962) è stata una pittrice espressionista tedesca.
Compagna di Vasilij Vasil'evič Kandinskij, fondò con lui, Franz Marc e altri il movimento artistico espressionista Der Blaue Reiter (Il cavaliere azzurro).

## Biografia

### Primi anni

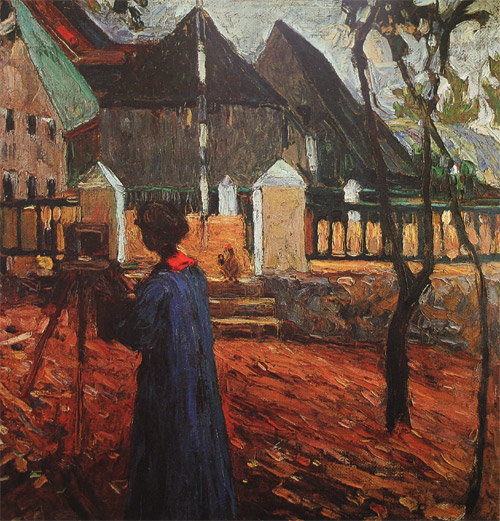
Wassily Kandinsky: Ritratto - Gabriele Münter, 1903, Lenbachhaus, Monaco di Baviera

Gabriele Münter era nata a Berlino da una famiglia dell'alta borghesia, figlia di Carl Friedrich Münter e Wilhelmine Scheubler. A dispetto dei tempi, i suoi genitori incoraggiarono il suo desiderio di intraprendere la carriera artistica. Cominciò a disegnare da piccola e crescendo prese lezioni private e frequentò brevemente la Scuola artistica femminile, dal momento che non era permesso alle donne di iscriversi alle Accademie tedesche. Decise infine di continuare gli studi presso la scuola della neonata Phalanx, poiché non trovava soddisfacente il percorso educativo.
Dopo la morte del padre e della madre di Münter, avvenute rispettivamente nel 1886 e nel 1897, la vita di Gabriele Münter continuò in casa senza occupazione. Nel 1898, assieme alla sorella, decise di intraprendere un viaggio in America per fare visita alla parentela. Qui restò per due anni, viaggiando principalmente in Texas, Arkansas e Missouri. Le sorelle avevano ereditato una grande quantità di denaro che permetteva loro di vivere libere e indipendenti.
Il modo in cui trascorse l'infanzia e la giovinezza influenzarono notevolmente la sua successiva carriera artistica. Ebbe, infatti, una vita libera dalle convenzioni, senza restrizioni. Vivere in Europa e in America le diede un'esposizione sociale che a quel tempo non era usuale tra le donne. Iniziò a prendere lezioni presso la nuova scuola progressiva "Phalanx" di Monaco, dove studiò scultura, pittura e incisione. Poco dopo l'inizio dei corsi, Gabriele Münter cominciò ad affezionarsi al direttore della Phalanx, il pittore russo Wassily Kandinsky. Kandinsky fu il primo insegnante a prendere sul serio le capacità pittoriche di Münter. Nell'estate del 1902 Kandinsky la invitò a unirsi a lui nei suoi corsi di pittura estivi sulle Alpi. Lei accettò, e il loro rapporto divenne più personale che professionale.

### Carriera artistica
Nel 1904, Gabriele Münter viaggiò per quattro anni assieme a Kandinsky a Venezia, in Tunisia, nei Paesi Bassi, in Francia, e più volte in Russia. Era un'artista determinata e dedita al movimento espressionista tedesco. Teneva un diario e documentava i suoi viaggi con una macchina fotografica di ultima generazione. Frequentava molti dei più famosi artisti del tempo. In uno dei suoi diari, dichiarava di voler imparare dagli artisti dell'avanguardia in Francia. Nel 1907 aveva riempito oltre 450 pagine di quaderni di schizzi ed eseguito un certo numero di stampe al linoleum durante lo studio dell'opera di Gauguin. A volte dipingeva con la spatola. A Parigi, iniziò a perfezionare la sua tecnica xilografica, che divenne più veloce e accurata. Le sue opere rimasero figurative.
Nello stesso periodo iniziò a usare il vetro come nuovo supporto, similmente a quanto avevano fatto Kandinsky, Franz Marc, August Macke e Heinrich Campendonk. Ma Gabriele Münter fu la prima a riscoprire realmente le pratiche tradizionali che questo tipo di lavorazione aveva da offrire. Ben presto Münter e Kandinsky, insieme con gli altri artisti, iniziarono a dipingere le loro opere su vetro dopo aver scoperto e imparato la tecnica bavarese e boema del "Hinterglasmalerei" che consiste essenzialmente nel dipingere il vetro sul retro. Fu uno dei passi del percorso verso l'arte primitiva intrapreso dal gruppo Der Blaue Reiter. Questo tipo di arte può essere osservato in molti luoghi in Europa agli inizi del XX secolo. Münter amava Kandinsky e lavorò duramente per far conoscere al pubblico lui e i suoi dipinti.
La relazione professionale e personale tra Kandinsky e Münter durò per circa dodici anni, tra il 1902 e il 1914 Durante questo tempo il loro rapporto influenzò l'arte di Gabriele Münter. Kandinsky manteneva la relazione con lei mentre era sposato. Insieme trascorsero molto tempo in viaggio attraverso l'Europa tra cui Paesi Bassi, Italia e Francia, così come in Nord Africa. In questa occasione incontrarono Rousseau e Matisse. I due si innamorarono della piccola città mercantile di Murnau nel sud della Baviera. In seguito Gabriele Münter acquistò una casa a Murnau e vi trascorse gran parte della vita. La Münter eseguì il dipinto Kandinsky e Erma Bossi a tavola, dipinto che ebbe molti disegni preparatori e che riproduce un angolo dell'abitazione. La Münter e Kandinsky contribuirono a creare il gruppo di avanguardia chiamato "Associazione dei nuovi artisti di Monaco" (Neue Künstlervereinigung München), a cui partecipò anche Erma Bossi. Gabriele Münter contribuì a una serie delle più significative mostre d'avanguardia in Germania fino alla Prima guerra mondiale
Nel 1911 Münter, Kandinsky e Franz Marc fondarono il gruppo espressionista conosciuto come Der Blaue Reiter. Nell'ambito del gruppo vi erano differenti approcci artistici e intenti; tuttavia gli artisti condividevano un comune desiderio di esprimere verità spirituali tramite l'arte. Essi difendevano l'arte moderna, la connessione tra l'arte visiva e la musica, le associazioni spirituali e simboliche del colore e un approccio intuitivo e spontaneo alla pittura nel suo movimento verso l'astrazione.

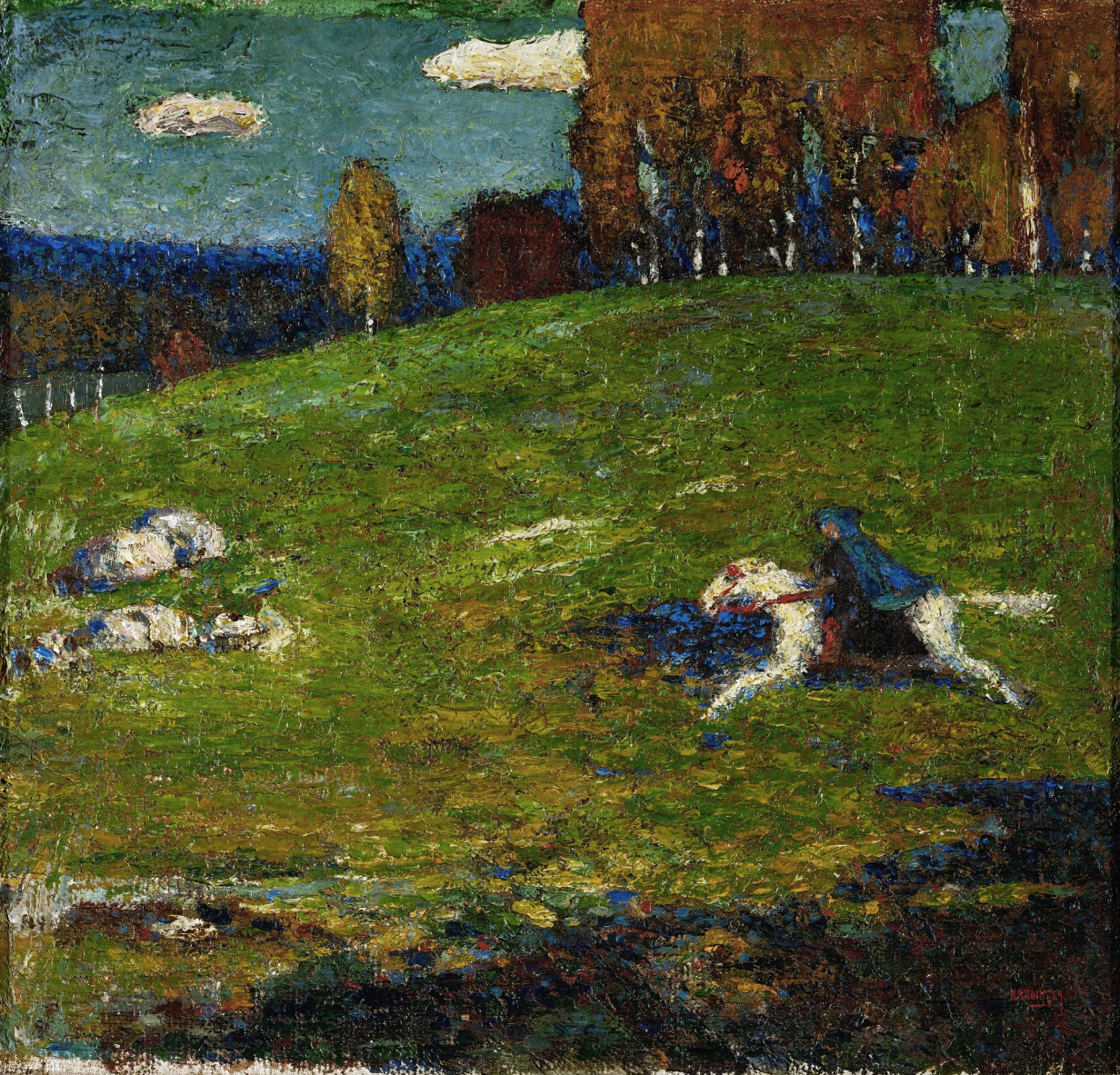
Kandinsky, Il cavaliere azzurro (1903)

Gabriele Münter faceva parte di un piccolo sottogruppo di artisti attivi nel trasformare la pittura tardo impressionista, neo-impressionista e Jugendstil (o Art Nouveau) nell'arte più radicale, non naturalistica ora identificata come Espressionismo. Nella fase iniziale, Münter aveva sviluppato un grande interesse per i paesaggi. Le sue pitture di paesaggio impiegano una radicale semplicità in stile Jugendstil e un simbolismo suggestivo con colori dolcemente tenui, spazi pittorici e forme appiattite. Le piaceva esplorare il mondo dei bambini; con stampe colorate di bambini e giocattoli, Münter mostra la precisione e la semplicità della forma nel suo rifiuto del contenuto simbolico.
A partire dal 1908 le sue opere subirono un cambiamento. Fortemente influenzata da Matisse e dal fauvismo, del futurismo da Gauguin e van Gogh, il suo lavoro divenne più rappresentativo e lei si rifugiò nella piccola città bavarese di Murnau, un villaggio lontano dalla industrializzazione, dal progresso e dalla tecnologia. Fu qui che dipingendo paesaggi, ella sottolineava la natura con tratti fantasiosi e in opposizione al modernismo tedesco. I suoi paesaggi sono insoliti nel loro uso di blu, verde, giallo e rosa; il colore gioca un ruolo importante nelle sue prime opere ed è utilizzato per evocare sentimenti: pittoresco, invitante, fantasioso e ricco di fantasia. Nei paesaggi ella presenta il villaggio e la campagna come manifestazioni della vita umana; v'è una costante interazione e coesistenza con la natura.
Nel 1911, con l'istituzione della Der Blaue Reiter, il lavoro di Gabriele Münter cambiò stilisticamente ancora una volta. Vi fu un passaggio dal copiare la natura più o meno impressionisticamente al sentirne il suo contenuto, astraendolo e disegnandone un estratto. Cresceva in lei l'interesse nel dipingere lo spirito della civiltà moderna, la sua agitazione sociale e politica e la sua gravitazione verso il materialismo e l'alienazione. Osservava che le immagini sono tutti momenti della vita: esperienze visive istantanee, generalmente rapide e spontanee; i suoi dipinti hanno ciascuno la propria identità, la propria forma e la propria funzione.
Per Gabriele Münter l'uso del colore esprimeva queste idee. Gli espressionisti tedeschi si spostarono verso l'arte primitiva come modello di astrazione (o arte non-rappresentativa, non accademica, non-borghese).   L'artista tedesco cercava non l'armonia di aspetto esteriore, ma il mistero nascosto dietro la forma esterna. Lui (o lei) era interessato all'anima delle cose, volendola porre a nudo.
Alla fine della loro relazione molti dei quadri di Kandinsky tornarono all'autore, tuttavia Gabriele Münter ne conservò un certo numero in un deposito per molti anni. Quando in Europa iniziò a salire la tensione, e con essa la condanna dei movimenti modernisti, tutte le sue opere d'arte assieme a quelle di Kandinsky e degli altri membri del Der Blaue Reiter furono portate e nascoste nella sua casa dove lei le conservò accuratamente per tutto il periodo bellico, nonostante i suoi problemi finanziari. Le opere non furono mai scoperte nonostante le numerose perquisizioni. In occasione del suo ottantesimo compleanno, Gabriele Münter ha donato la sua intera collezione, tra cui oltre 90 dipinti a olio di Kandinsky e circa 330 acquerelli, disegni, stampe, taccuini di schizzi e dipinti su vetro, alla Städtische Galerie im Lenbachhaus di Monaco di Baviera.

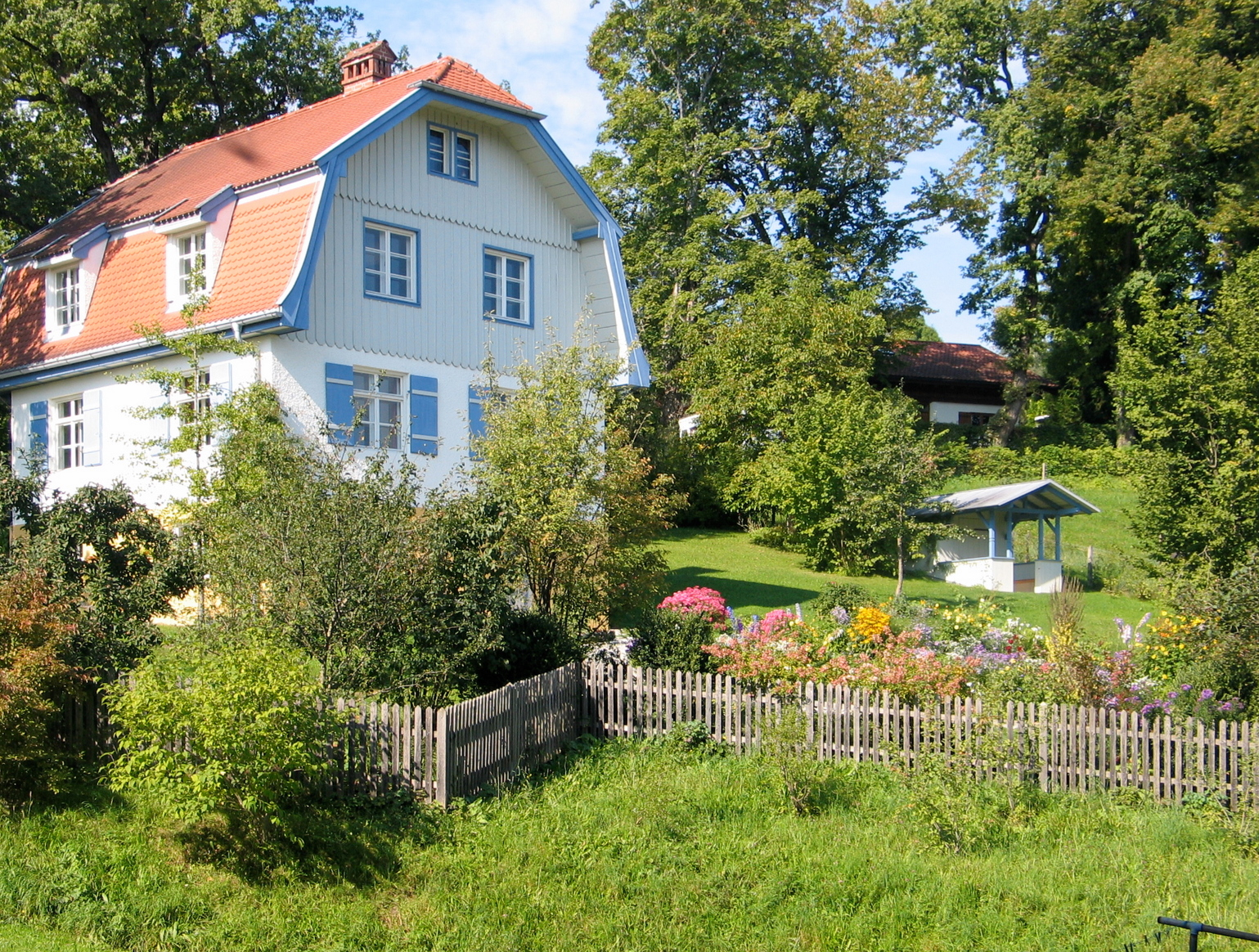
La casa di Gabriele Münter a Murnau

Nel 1917, Kandisky sposò una donna russa, ponendo così fine alla relazione tra lui e Münter. A partire da allora, Münter ebbe un periodo di inattività artistica. Ricominciò a dipingere nuovamente alla fine del 1920, dopo il ritorno in Germania assieme a Johannes Eichner.

### Ultimi anni
Nel 1956 ricevette alcuni riconoscimenti tra cui il Premio della cultura della Città di Monaco. Le sue opere furono esposte per la prima volta negli Stati Uniti d'America negli anni 1960. Gabrielle Münter trascorse il resto della vita a Murnau, viaggiando avanti e indietro da Monaco. Morì nella casa di Murnau nel 1962.

## Stile
Gabriele Münter è conosciuta principalmente per i suoi paesaggi, molti dei quali dipinti a Murnau. La sua composizione e le forme sono molto appiattite e i colori sono tenui e suggestivi. Agli inizi del 1900 il suo stile inizia a cambiare a causa della influenza di Matisse e del Fauvismo, di Gauguin e van Gogh. I suoi quadri divengono più rappresentativi. Il colore gioca un ruolo importante nel suo lavoro.  Scopre l'importanza che le figure siano astratte come il resto dell'opera. Usa una serie di blu, verdi, gialli e rosa molto insolito, ma anche se la sua tavolozza è molto brillante, non sembra trasmettere alcuna felicità.